# Швањски мост
Швањски мост премошћује ријеку Бијели Дрим на југу Србије код града Ђаковице.
Налази се код села Ошвања, 19 km од града Ђаковице, на путу од Ђаковице према Призрену.  Висок је 22 метра, широк 7 метара а дужина му је око 70 метара. Заједно с кањоном Бијелог Дрима мост је заштићен 1986. године. Спиридон Гопчевић наводи податак да је мост направио Стефан Урош I. 
По другом предању саграђен је у 18. вијеку (можда на мјесту старијег). Током Првог свјетског рата био је потпуно уништен, а 1942. је поново обновљен. Оштећен је у вријеме ратних сукоба на Косову и Метохији 1999. године, али је обновљен од стране италијанског КФОР-а. Данас је мост кључна тачка пријеоза на путу који повезује Ђаковицу и Призрен. Популарна је туристичка атракција за домаће и стране посјетиоце. Сваке године се ту одржавају скокови у воду.
Иван Јастребов наводи податак да код Швањског моста са обје стране ријеке Дрима лежи Градеш, очигледно некад римски град (Gabueleum). Уз тај град и села Јуник, Скивјане и град Валбона (красни) привући ће пажњу познавалаца римске старине. Швањско село се спомиње по Јастребову у Дечанској хрисовуљи. Он још наводи: Недалеко од села Фшај, Швањ (швањ - у Дечанској хрисовуљи) види се камени Швањски мост преко Дрима, старе градње, али у које време да се та градња смести - нема поузданих података. Не знам на којим основама неки хоће да нас увере да га је подигао Урош Други Храпави. По мом скромном мишљењу, градњу овог моста и треба сместити у то време. .
Панта Срећковић наводи податак да је у селу Ошвања, чувени Швањски мост, на Бијелом Дриму. То је једно од села које је цар Душан поклонио својој задужбини, манастиру Св.архангела код Призрена.